# 溫泉蘭丁 (新墨西哥州)
溫泉蘭丁（英語：Hot Springs Landing）是位於美國新墨西哥州謝拉縣的普查規定居民點。

## 人口
根據2020年美國人口普查的數據，溫泉蘭丁的面積為1.17平方千米，皆為陸地。當地共有人口120人，而人口密度為每平方千米102.56人。